# Vlag van River Cess

Vlag van River Cess

De vlag van River Cess, een county van Liberia, bestaat net als alle veertien andere Liberiaanse vlaggen met de nationale vlag van Liberia in het kanton. De vlag is, net als alle andere vlaggen, verleend door toenmalig president William Tubman, bij gelegenheid van zijn 70e verjaardag, op 29 november 1965.
De driekleur bestaat (van boven naar beneden) uit blauw, wit en blauw in de verhouding 1:2:1, met een gele zon, een groene boom en een bruine stam afgebeeld op de witte baan; in het kanton staat de Liberiaanse vlag.